# Nissan Sunny

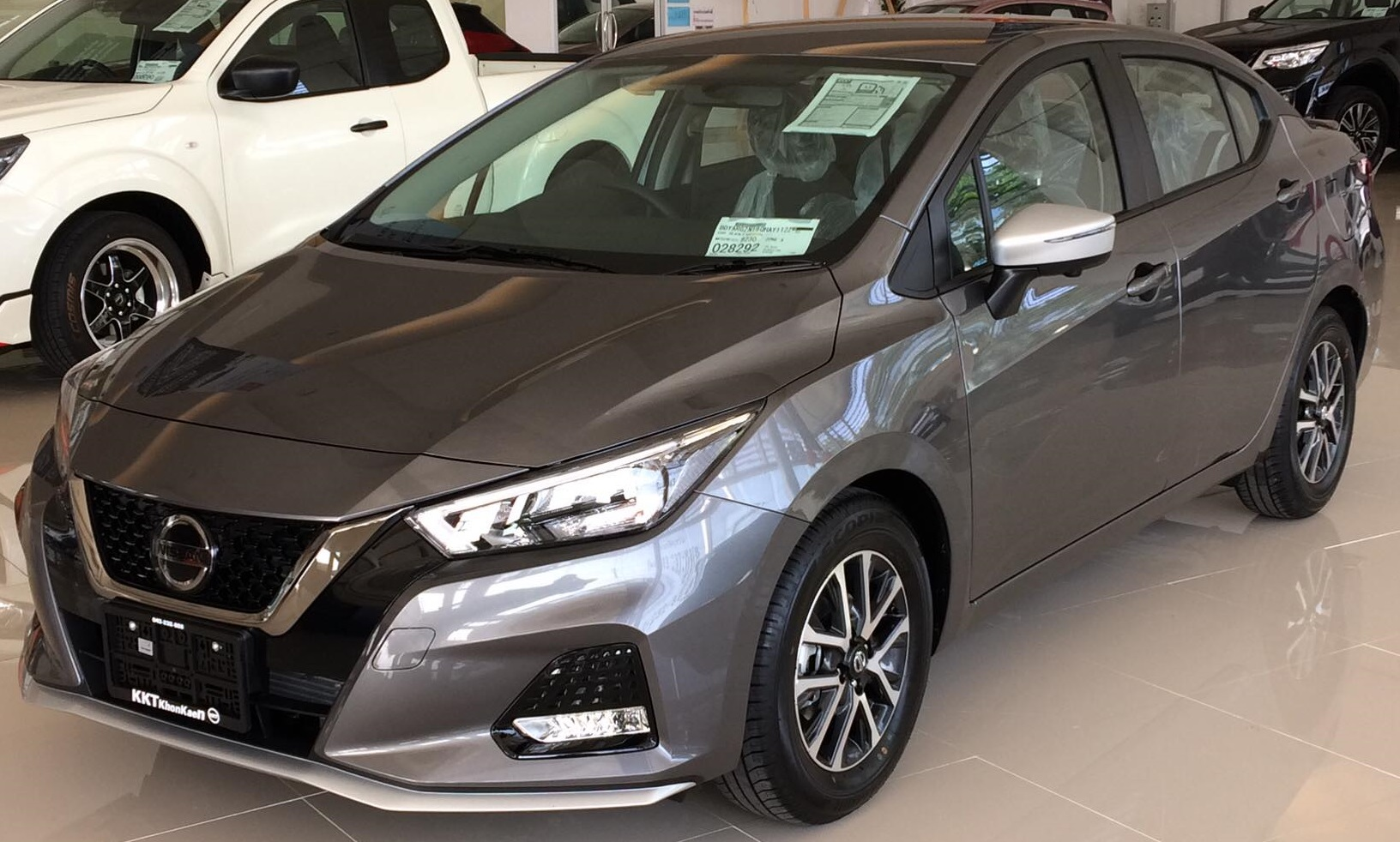
Nissan Almera (tên mới của Nissan Sunny ở Việt Nam) 1.0L Turbo Sportech 2021

Nissan Sunny là một chiếc ô tô được sản xuất bởi nhà sản xuất ô tô Nhật Bản Nissan từ năm 1966. Vào đầu những năm 1980, thương hiệu này đã chuyển từ Datsun thành Nissan cùng với các mẫu xe khác của công ty. Mặc dù việc sản xuất Sunny ở Nhật Bản đã kết thúc vào năm 2006, nhưng cái tên này vẫn được sử dụng ở Trung Quốc và các nước GCC cho phiên bản cải tiến của Nissan Almera.
Ở Bắc Mỹ, các mẫu xe sau này được biết đến với tên gọi Nissan Sentra; ở Mexico, Sunny được gọi là Nissan Tsuru, trong tiếng Nhật có nghĩa là loài chim "cần cẩu". Các phiên bản mới nhất của Sunny có kích thước lớn hơn so với các mẫu đầu tiên và có thể được coi là những chiếc xe nhỏ gọn. Các phiên bản trước đó (ít nhất là dòng B11) là xe subcompact. Nó được thiết kế để cạnh tranh với Toyota Corolla.
Tên "Sunny" đã được sử dụng trên các mẫu xe Nissan khác, đặc biệt là các phiên bản xuất khẩu khác nhau của dòng xe Nissan Pulsar. Sunny đã được nhập khẩu và sau đó được sản xuất trên toàn thế giới với nhiều tên gọi và kiểu dáng thân xe, trong các gói tiết kiệm, sang trọng và hiệu quả. Một số cấu hình có vẻ là duy nhất dựa trên kiểu dáng, nhưng chia sẻ trên một nền tảng chung. Sunny đã được bán ở Nhật Bản tại một kênh bán hàng đại lý chuyên dụng có tên là Nissan Satio Store, và các phiên bản cải tiến sau đó đã xuất hiện tại các mạng lưới khác của Nhật Bản.
Tại Việt Nam, Nissan phân phối Sunny thế hệ mới với tên gọi Almera (thế hệ thứ 4, N18) giống với thị trường quốc tế với các cải tiến mạnh mẽ về ngoại hình và trang bị công nghệ từ năm 2021. Trước đó, thế hệ thứ 3 (N17) đã được phân phối tại Việt Nam.